# Daytona USA 2
Daytona USA 2: Battle on the Edge (яп. デイトナUSA2 BATTLE ON THE EDGE) — игра для аркадного автомата Sega Model 3 Step 2.1, сиквел Daytona USA. Разработана компанией Sega AM2 и выпущена Sega, в 1998 году. В этом же году вышла обновлённая версия игры под названием Daytona USA 2: Power Edition (яп. デイトナUSA2 パワーエディション Дэйтона Ю Эс Эй 2 Пава: Эдисён).

## Игровой процесс

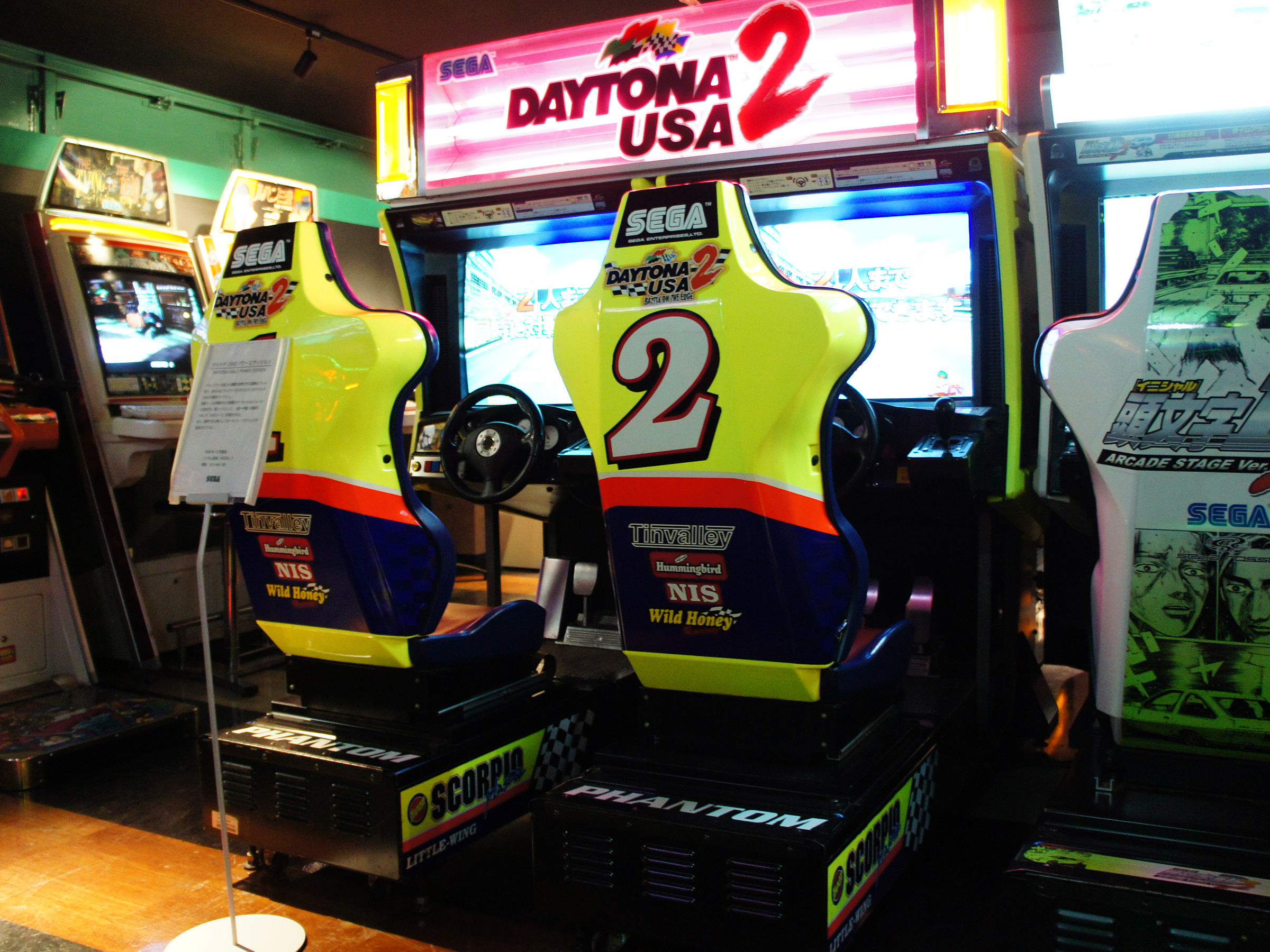
Аркадный автомат Daytona USA 2: Battle on the Edge.

Геймплей Daytona USA 2 практически не отличается от предшественника, однако в игре улучшен дрифт и звуковое сопровождение.
Если автомобиль сильно повреждён, его скорость снижается. На трассе за определённое время можно отремонтировать машину. В редких случаях компьютер может преднамеренно заставить две машины едущих впереди игрока врезаться в друг друга, и в теории может уничтожить любой другой автомобиль на трассе. Искусственный интеллект анализирует мастерство игрока в первом круге, и уже во втором соперники будут двигаться с разной скоростью, в зависимости от мастерства играющего. По сравнению с Daytona USA, в сиквеле компьютер управляет машинами также, как и игрок.
В Daytona USA 2 имеются шесть видов аварий, который срабатывает в зависимости от скорости и удара. Ущерб, однако, рассчитан правильно, поэтому вмятины будут появляться именно там, где автомобиль получил повреждение. Капот и двери других автомобилей могут также вылетать, однако в Sega AM2 убедились, что этого не может случиться с автомобилем игрока из-за отсутствия нужных полигонов для моделирования интерьера автомобиля.
Как и в оригинальной Daytona USA, в сиквеле можно играть восьмером, находясь в разных кабинах.

### Трассы
- Astro Waterfall Speedway (с англ. — «Гоночная трасса „Астрономический водопад“») — первая и самая лёгкая трасса в игре. Название стало известно после выхода саундтрека игры. В целом круговая трасса напоминает на «Three-Seven Speedway» из Daytona USA. Действие гонки проходит в большом биокуполе. В новой версии игры под названием Daytona USA 2: Power Edition биокупол был убран, и был переделан под трассу NASCAR. Единственная из трасс, где можно применить «старт с хода» (англ. rolling start). Игрок должен пройти 8 кругов. Всего на трассе 40 автомобилей, в том числе и машина игрока.
- Joypolis 2020 Amusement Park (с англ. — «Парк развлечений „Джойполис“») — парк развлечений, прототипом послужил одноимённый парк в Токио. Автомобили проходят через дома с привидениями, космос, лаву и лёд, а также через качающийся пиратский корабль. Гонка длится 4 круга и всего 20 автомобилей проезжают по трассе.
- Virtua City (с англ. — «Виртуальный город») — самая сложная трасса в игре. Уровень проходит в Нью-Йорке (в игре написан как «New Joke City» (рус. Новый шутливый город)). Трасса включает в себя 2 круга и 30 автомобилей.

## Разработка и выпуск игры
Созданием игры занималось половина команды, работавшей над Daytona USA, наряду с некоторыми разработчиками Virtua Fighter 3. Последние имели опыт в создании трёхмерных моделей, чему не хватало в автосимуляторах. Теперь в игре можно увидеть более реалистичный экипаж.
Движок Daytona USA был полностью переработан с нуля. Были заменены визуальные эффекты и звук. В игре используется примерно в пять раз больше полигонов, чем в оригинале.
Дизайн автомобилей были взят от таких машин, как Chevrolet Monte Carlo, Ford Thunderbird и Pontiac Grand Prix. Однако, чтобы не нарушать авторские права, все названия машин являются вымышленными. Игрок управляет автомобилем под номером 41, являющимся счастливым числом создателя Тосихиро Нагоси.
Для того, чтобы сделать игру более реалистичной, команда разработчиков отправились в Орландо, штат Флорида (США). Команда посетила трассу Daytona International Speedway, чтобы записать многие звуковые эффекты. Кроме того, команда отправились в Северную Каролину, для сотрудничества с гонщиками NASCAR для записи звуковых эффектов. На создание трассы «Virtua City» команду вдохновила поездка в Нью-Йорк.
Руководитель игры Макото Осаки хотел включить в трассу в египетском стиле, но в итоге от неё отказались из-за похожести на уровень «Тайные Руины» (англ. Mystery Ruins) из игры Scud Race.
Благодаря новому аркадному автомату Sega Model 3 Step 2.1 разработчики добавили в игру такие эффекты, как дым, искры и огонь.
Позже, в том же 1998 году было выпущено обновлённая версия игры под названием Daytona USA 2: Power Edition (яп. デイトナUSA2 パワーエディション Дэйтона Ю Эс Эй 2 Пава: Эдисён). В обновлении изменена трасса «Astro Waterfall Speedway», добавлены особая версия машины «Хорнет» и ремиксы песен.
Трассы и машины из Daytona USA 2 были включены в порт OutRun 2 для консоли Xbox.
В 2023 году стало известно, что Daytona USA 2 (переименованная в Sega Racing Classic 2 из-за проблем с лицензированием) стала одной из аркадных мини-игр, доступных в игре Like a Dragon Gaiden: The Man Who Erased His Name; таким образом, это первый за 25 лет выпуск игры на домашние платформы. За основу порта была взята версия Power Edition.

## Саундтрек
Музыка была написана композиторами Такэнобу Мицуёси и Фумио Ито. Вокалистами выступили Такэнобу Мицуёси и Деннис Сент-Джеймс. Альбом Daytona USA 2 Sound Tracks (яп. デイトナＵＳＡ２　サウンドトラック Дэйтона Ю Эс Эй 2 Саундоторакку) был выпущен 17 июля 1998 года лейблом Marvelous Entertainment. Саундтрек был выпущен на двух дисках: на первом диске звучали песни, которые были в игре, на втором — аранжировки от Такэнобу Мицуёси.
| №                   | Название                     | Текст песни               | Музыка              | Исполнитель         | Длительность |
| ------------------- | ---------------------------- | ------------------------- | ------------------- | ------------------- | ------------ |
| 1.                  | «Battle on the Edge»         | Рёити Хасэгава, Фумио Ито | Фумио Ито           | Деннис Сент-Джеймс  | 1:12         |
| 2.                  | «Sling Shot»                 | Рёити Хасэгава, Фумио Ито | Фумио Ито           | Деннис Сент-Джеймс  | 4:43         |
| 3.                  | «I Can Do It»                | Рёити Хасэгава, Фумио Ито | Такэнобу Мицуёси    | Деннис Сент-Джеймс  | 4:07         |
| 4.                  | «Skyscraper Sequence»        | Рёити Хасэгава, Фумио Ито | Фумио Ито           | Деннис Сент-Джеймс  | 5:07         |
| 5.                  | «Tips to Win»                |                           | Фумио Ито           |                     | 1:49         |
| 6.                  | «Selector»                   |                           | Фумио Ито           |                     | 0:34         |
| 7.                  | «Beginner Ending»            |                           | Фумио Ито           |                     | 0:49         |
| 8.                  | «Advanced Ending»            |                           | Фумио Ито           |                     | 0:51         |
| 9.                  | «Expert Ending»              |                           | Фумио Ито           |                     | 0:49         |
| 10.                 | «Name Entry»                 |                           | Фумио Ито           |                     | 0:37         |
| 11.                 | «Extra Ending»               |                           | Фумио Ито           |                     | 0:52         |
| 12.                 | «Wait (No Use)»              |                           | Фумио Ито           |                     | 1:31         |
| 13.                 | «Extra Ending 2 (No Use)»    |                           | Фумио Ито           |                     | 0:47         |
| 14.                 | «Battle on the Edge»         |                           | Фумио Ито           |                     | 1:11         |
| 15.                 | «Tips to Win»                |                           | Фумио Ито           |                     | 1:11         |
| 16.                 | «Live — Opening»             |                           |                     |                     | 0:15         |
| 17.                 | «Selector»                   |                           | Фумио Ито           |                     | 0:51         |
| 18.                 | «Sling Shot ~ Goal»          |                           | Фумио Ито           |                     | 2:34         |
| 19.                 | «Beginner Ending»            |                           | Фумио Ито           |                     | 0:49         |
| 20.                 | «I Can Do It ~ Goal»         |                           | Такэнобу Мицуёси    |                     | 3:35         |
| 21.                 | «Advanced Ending»            |                           | Фумио Ито           |                     | 0:49         |
| 22.                 | «Skyscraper Sequence ~ Goal» |                           | Фумио Ито           |                     | 4:30         |
| 23.                 | «Expert Ending»              |                           | Фумио Ито           |                     | 0:51         |
| 24.                 | «Result»                     |                           |                     |                     | 0:27         |
| 25.                 | «Extra Ending»               |                           | Фумио Ито           |                     | 0:48         |
| 26.                 | «Name Entry»                 |                           | Фумио Ито           |                     | 0:36         |
| Общая длительность: | Общая длительность:          | Общая длительность:       | Общая длительность: | Общая длительность: | 42:15        |

| №                   | Название                             | Текст песни               | Музыка              | Исполнитель         | Длительность |
| ------------------- | ------------------------------------ | ------------------------- | ------------------- | ------------------- | ------------ |
| 1.                  | «Battle on the Edge»                 | Рёити Хасэгава, Фумио Ито | Фумио Ито           | Такэнобу Мицуёси    | 1:13         |
| 2.                  | «Sling Shot»                         | Рёити Хасэгава, Фумио Ито | Фумио Ито           | Такэнобу Мицуёси    | 4:45         |
| 3.                  | «I Can Do It»                        | Рёити Хасэгава, Фумио Ито | Такэнобу Мицуёси    | Такэнобу Мицуёси    | 4:07         |
| 4.                  | «Skyscraper Sequence»                | Рёити Хасэгава, Фумио Ито | Фумио Ито           | Такэнобу Мицуёси    | 5:11         |
| 5.                  | «U. N. (No Use)»                     |                           |                     |                     | 3:33         |
| 6.                  | «Palm Rock Valley (No Use)»          |                           |                     |                     | 5:14         |
| 7.                  | «Tryno Bass No. 173 (No Use)»        |                           |                     |                     | 5:42         |
| 8.                  | «Forest Island (No Use)»             |                           |                     |                     | 4:24         |
| 9.                  | «Battle on the Edge (Instrumental)»  |                           | Фумио Ито           |                     | 1:12         |
| 10.                 | «Sling Shot (Instrumental)»          |                           | Фумио Ито           |                     | 4:43         |
| 11.                 | «I Can Do It (Instrumental)»         |                           | Такэнобу Мицуёси    |                     | 4:07         |
| 12.                 | «Skyscraper Sequence (Instrumental)» |                           | Фумио Ито           |                     | 5:05         |
| Общая длительность: | Общая длительность:                  | Общая длительность:       | Общая длительность: | Общая длительность: | 49:16        |